# 楊国鎮
楊 国鎮（ヤン・グクチン、楊國鎭、양국진）は大韓民国の軍人。本貫は南原楊氏。創氏改名時の日本名は中原國鎭。

## 経歴
1916年、平壌に生まれる。1937年3月、中央陸軍訓練処経理養成部に入学。1938年12月、中央陸軍訓練処第6期卒業。新京の陸軍軍需学校第2期卒業。1942年、陸軍軍需学校附。1942年3月、軍需中尉。1945年8月時点で陸軍軍需学校教官。
1945年8月17日、菅野弘の助けにより朴承煥や崔昌崙と共に飛行機でソウルに帰還。
1946年1月、軍事英語学校卒業、中尉に任ぜられる（軍番10006番）。同年1月4日、陸軍本部軍需課長。1948年7月15日、陸軍本部監察監。1949年1月3日、大領昇進と同時に陸軍本部軍需局長。
1950年6月、朝鮮戦争が勃発すると軍需支援を担当。同年9月、准将。1951年5月26日、陸軍本部行政参謀副長。
1952年、第2軍団副軍団長。同年9月、任少将。1954年にアメリカ陸軍指揮幕僚大学卒業し、陸軍本部行政参謀副長を務める。1955年に第2訓練所長、1957年7月、第1軍団長（中将）。1959年7月6日、第3軍団長。1960年4月、不正蓄財の容疑で拘束される。
四月革命で数日で釈放されるも、予備役に編入される。5・16軍事クーデターで再度拘束され、翌1962年に革命裁判で懲役10年の判決が下されたが、間もなく釈放された。
1966年に大韓綜合食品会社副社長となり、翌年、同社長を務めた。
1981年、64歳没。
2008年4月29日に民族問題研究所と親日人名辞典編纂委員会が発表した親日人名辞典収録対象者軍部門に記載。

## 人物
- 朝鮮戦争中の軍需支援の功労者として金一煥や白善鎮と共に名前を挙げられる[18]。
- フィリップ・チャールズ・ハビブの報告書によると、中央陸軍訓練処第4期の楊大鎮は兄であり、モンゴルで諜報業務に従事していたが、終戦後すぐにモンゴル人の報復で殺害されたという[19]。

## 叙勲
- レジオン・オブ・メリット - 1951年10月24日[20]

## 参考
- 佐々木春隆『朝鮮戦争/韓国篇 上巻 建軍と戦争の勃発前まで』原書房、1976年。
- 飯倉江里衣『満州国軍朝鮮人の植民地解放前後史 日本植民地下の軍事経験と韓国軍への連続性』有志舎、2021年。ISBN 978-4-908672-47-7。
- “호국전몰용사공훈록 제5권(창군기)” (PDF).   韓国国防部軍史編纂研究所. 2019年11月12日閲覧。
- 양영조 (2003). “한국전쟁기 해외 군사경력자들의 재편과정과 정치화”. 한국근현대사연구 (한국근현대사학회) 26:  187-208.
- 친일인명사전편찬위원회 編 (2009). 친일인명사전 2. 친일문제연구총서 인명편. 민족문제연구소. ISBN 978-89-93741-04-9

| 軍職          | 軍職                                                                           | 軍職               |
| ------------- | ------------------------------------------------------------------------------ | ------------------ |
| 先代 - 崔泓熙 | 大韓民国陸軍本部軍需局長 初代：1946.1.4 - 1946.8.1 第5代：1949.1.3 - 1951.5.26 | 次代 劉載興 姜英勲 |
| 先代 呉東起   | 大韓民国陸軍本部監察監 第2代：1948.7.15 - 1949.1.3                             | 次代 安椿生        |
| 先代 金白一   | 大韓民国陸軍本部行政参謀副長 1951.5.26 - 1952.11                               | 次代 申應均        |